# Šárka Pančochová
Šárka Pančochová (Uherské Hradiště, 1º novembre 1990) è una snowboarder ceca, vincitrice di un argento iridato e di una Coppa del Mondo generale di freestyle.

## Biografia
Specialista di big air, halfpipe e slopestyle, ha iniziato a gareggiare nelle categorie juniores ottenendo, quale miglior risultato, la medaglia d'oro nella rassegna iridata di Valmalenco 2008 nella specialità del big air.
A livello assoluto ha esordito in Coppa del Mondo il 2 novembre 2007 a Saas Fee, in Svizzera, giungendo 24ª in halfpipe. Ha conquistato il primo podio, nonché la prima vittoria, il 7 gennaio 2010 a Kreischberg sempre nell'halfpipe.
Ha partecipato a due edizioni dei Giochi olimpici: a Vancouver 2010 si è piazzata al quattordicesimo posto nell'halfpipe ed a Soči 2014 è giunta quinta nello slopestyle.
Ha inoltre conquistato la medaglia d'argento ai campionati mondiali di La Molina 2011.

## Palmarès

### Mondiali
- 1 medaglia:
  - 1 argento (slopestyle a La Molina 2011)

### Winter X Games
- 1 medaglia:
  - 1 argento (slopestyle ad Aspen 2013)

### Mondiali juniores
- 1 medaglia:
  - 1 oro (big air a Valmarenco 2008)

### Coppa del Mondo
- Vincitrice della Coppa del Mondo generale di freestyle nel 2014
- Vincitrice della Coppa del Mondo di slopestyle nel 2014
- Miglior piazzamento nella Coppa del Mondo di halfpipe: 16ª nel 2012
- Miglior piazzamento nella Coppa del Mondo di big air: 7ª nel 2016
- 6 podi:
  - 3 vittorie
  - 3 terzi posti

#### Coppa del Mondo - vittorie
| Data             | Luogo           | Paese       | Disciplina |
| ---------------- | --------------- | ----------- | ---------- |
| 7 gennaio 2010   | Kreischberg     | Austria     | HP         |
| 22 dicembre 2013 | Copper Mountain | Stati Uniti | SS         |
| 6 marzo 2014     | Kreischberg     | Austria     | SS         |

Legenda

HP = Halfpipe

SS = Slopestyle